# Monchy-sur-Eu
Monchy-sur-Eu est une commune française située dans le département de la Seine-Maritime en région Normandie.

## Géographie

### Localisation
| Saint-Pierre-en-Val | Ponts-et-Marais  | Incheville |
|                     | Monchy-sur-Eu    | Millebosc  |
| Baromesnil          | Le Mesnil-Réaume | Melleville |

Le village est situé à 7 km d'Eu, à 11 km du Tréport, à 12 km de Mers-les-Bains, à 39 km de Dieppe.
La commune est proche de la forêt d'Eu.
Les noms des voies : rue Pasteur, impasse du Rouage, rue des Quatre-Vents, rue Josse, rue Jacques-Anquetil, place de la Mairie, rue du Moulin, rue Vasco-de-Gama, rue du Clos-Saint-Martin, rue du Poteau-Isabelle, rue Georges-Brassens, impasse du Stade, La Berquerie.

### Hydrographie
La commune est située dans le bassin Seine-Normandie. Elle n'est drainée par aucun cours d'eau,.

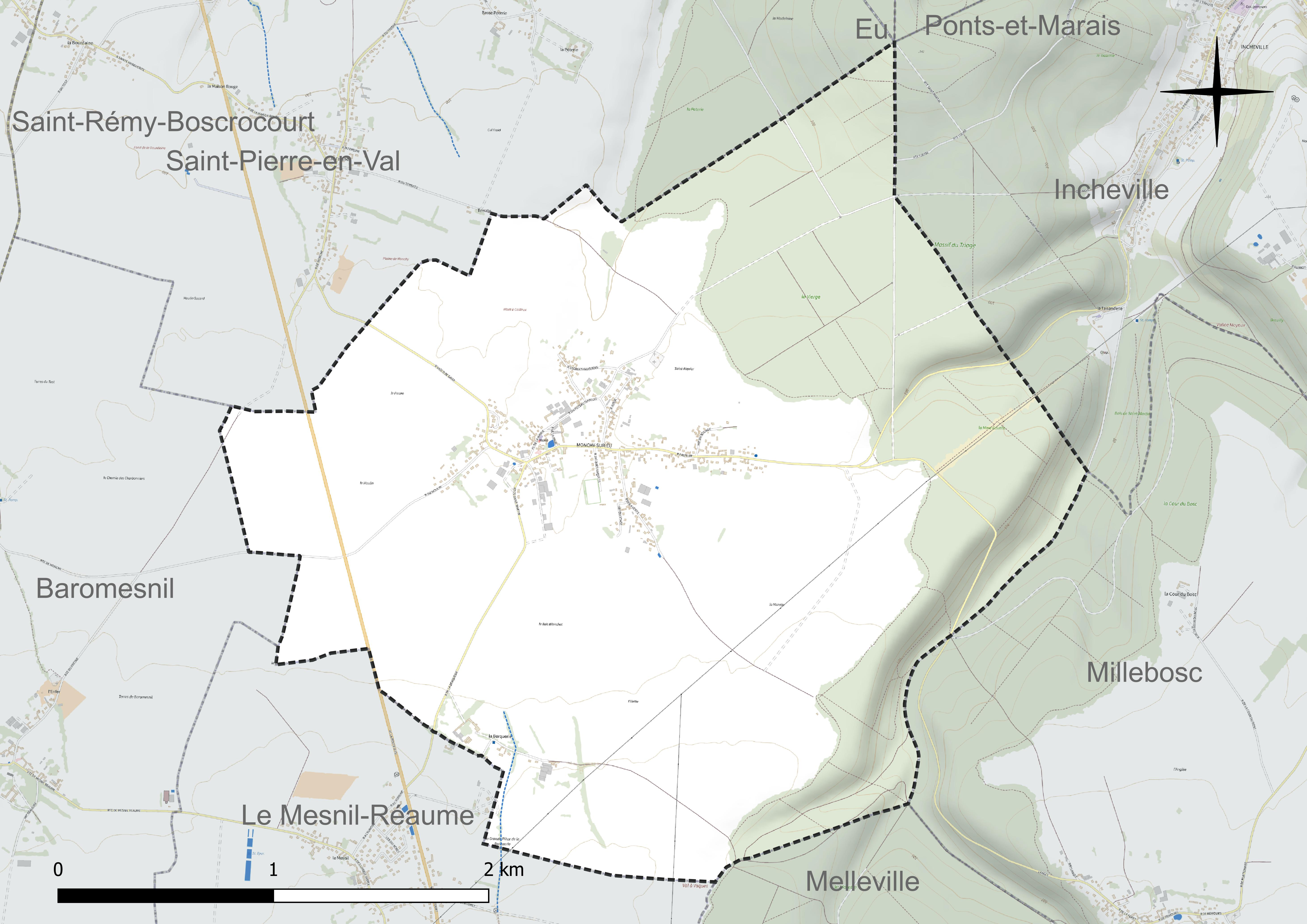
Réseau hydrographique de Monchy-sur-Eu.

### Climat
Pour des articles plus généraux, voir Climat de la Normandie et Climat de la Seine-Maritime.
En 2010, le climat de la commune est de type climat océanique franc, selon une étude du CNRS s'appuyant sur une série de données couvrant la période 1971-2000. En 2020, Météo-France publie une typologie des climats de la France métropolitaine dans laquelle la commune est exposée à un climat océanique et est dans la région climatique Côtes de la Manche orientale, caractérisée par un faible ensoleillement (1 550 h/an) ; forte humidité de l’air (plus de 20 h/jour avec humidité relative > 80 % en hiver), vents forts fréquents. Parallèlement le GIEC normand, un groupe régional d’experts sur le climat, différencie quant à lui, dans une étude de 2020, trois grands types de climats pour la région Normandie, nuancés à une échelle plus fine par les facteurs géographiques locaux. La commune est, selon ce zonage, exposée à un « climat maritime », correspondant au Pays de Caux, frais, humide et pluvieux, légèrement plus frais que dans le Cotentin.
Pour la période 1971-2000, la température annuelle moyenne est de 10,3 °C, avec une amplitude thermique annuelle de 13,1 °C. Le cumul annuel moyen de précipitations est de 883 mm, avec 13,7 jours de précipitations en janvier et 8,5 jours en juillet. Pour la période 1991-2020, la température moyenne annuelle observée sur la station météorologique la plus proche, située sur la commune de Cayeux-sur-Mer à 21 km à vol d'oiseau, est de 11,4 °C et le cumul annuel moyen de précipitations est de 761,1 mm,. Pour l'avenir, les paramètres climatiques de la commune estimés pour 2050 selon différents scénarios d’émission de gaz à effet de serre sont consultables sur un site dédié publié par Météo-France en novembre 2022.

## Urbanisme

### Typologie
Au 1er janvier 2024, Monchy-sur-Eu est catégorisée commune rurale à habitat dispersé, selon la nouvelle grille communale de densité à sept niveaux définie par l'Insee en 2022.
Elle est située hors unité urbaine. Par ailleurs la commune fait partie de l'aire d'attraction d'Eu, dont elle est une commune de la couronne,. Cette aire, qui regroupe 26 communes, est catégorisée dans les aires de moins de 50 000 habitants,.

### Occupation des sols
L'occupation des sols de la commune, telle qu'elle ressort de la base de données européenne d’occupation biophysique des sols Corine Land Cover (CLC), est marquée par l'importance des territoires agricoles (65,3 % en 2018), une proportion identique à celle de 1990 (65,3 %). La répartition détaillée en 2018 est la suivante : 
terres arables (59,3 %), forêts (29,1 %), zones urbanisées (5,6 %), zones agricoles hétérogènes (3,1 %), prairies (2,9 %). L'évolution de l’occupation des sols de la commune et de ses infrastructures peut être observée sur les différentes représentations cartographiques du territoire : la carte de Cassini (XVIIIe siècle), la carte d'état-major (1820-1866) et les cartes ou photos aériennes de l'IGN pour la période actuelle (1950 à aujourd'hui).

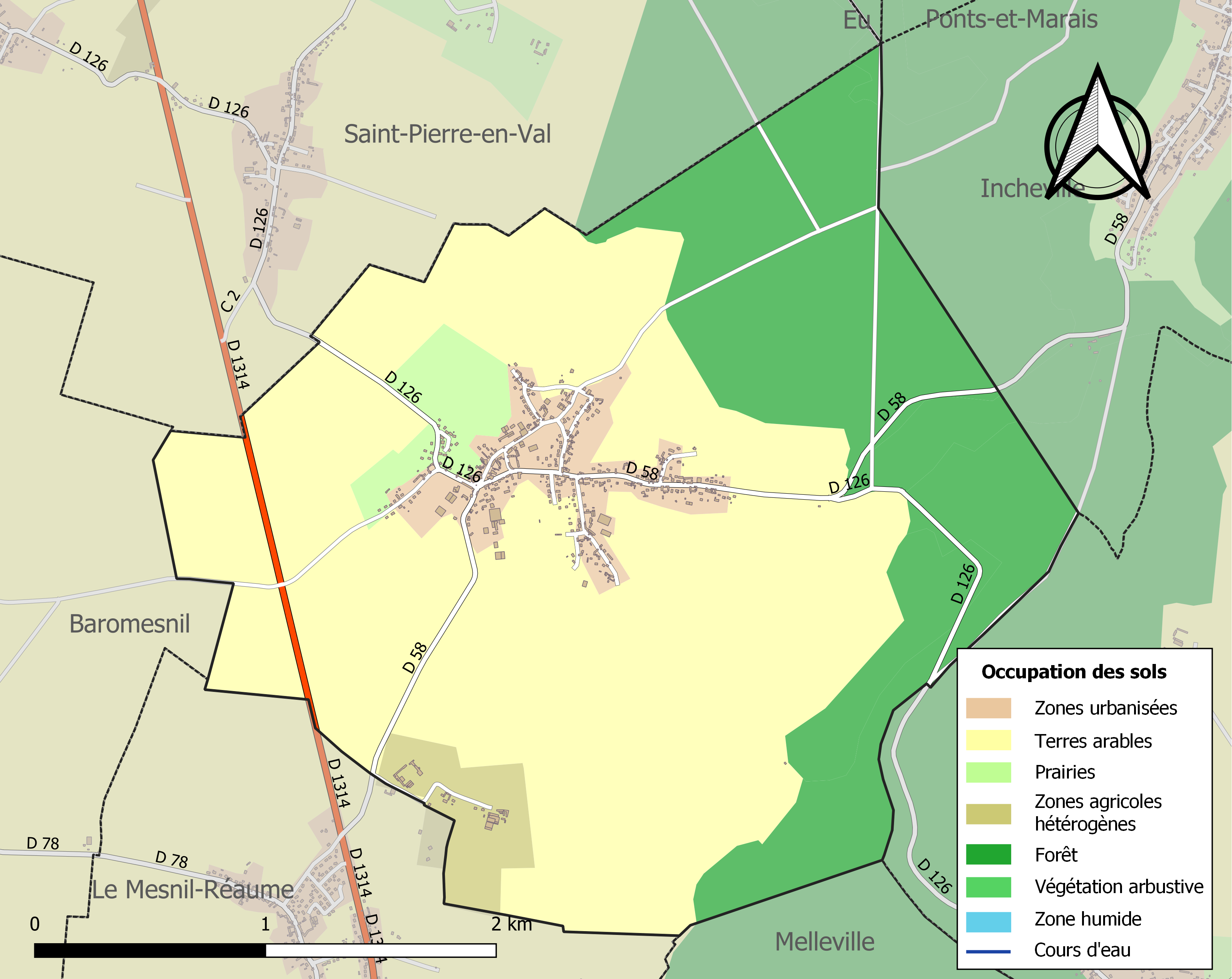
Carte des infrastructures et de l'occupation des sols de la commune en 2018 (CLC).

## Toponymie
Le nom de la localité est attesté sous la forme Moncheium en 1059.
Eu est le chef-lieu de canton.

## Histoire
À cause d'une épidémie de peste, le village situé auparavant près du cimetière, s'est déplacé vers Le Mesnil-Réaume. Beaucoup plus tard, les deux communes se sont regroupées avec Baromesnil pour l'enseignement élémentaire.

## Politique et administration

### Liste des maires
| Période                                  | Période                        | Identité            | Étiquette | Qualité                                                                  |
| ---------------------------------------- | ------------------------------ | ------------------- | --------- | ------------------------------------------------------------------------ |
| Les données manquantes sont à compléter. |                                |                     |           |                                                                          |
|                                          |                                | André François      |           |                                                                          |
| Les données manquantes sont à compléter. |                                |                     |           |                                                                          |
|                                          | 1977                           | Leduc               |           |                                                                          |
| 1977                                     | 1989                           | André Beaudet       |           |                                                                          |
| mars 1989                                | juin 1995                      | Jean Duprez         | DVD       |                                                                          |
| juin 1995                                | 2014                           | Gérard Coulombel    | SE        | Ouvrier chez le serrurier Fichet Président du SIVOS[Quand ?]             |
| 2014                                     | En cours (au 14 novembre 2022) | Christian Coulombel | SE        | Agriculteur retraité, frère du précédent Réélu pour le mandat 2020-2026, |

### Jumelages
- Monchy-le-Preux (France, Pas-de-Calais) depuis 1990.

## Population et société

### Démographie
L'évolution du nombre d'habitants est connue à travers les recensements de la population effectués dans la commune depuis 1793. Pour les communes de moins de 10 000 habitants, une enquête de recensement portant sur toute la population est réalisée tous les cinq ans, les populations de référence des années intermédiaires étant quant à elles estimées par interpolation ou extrapolation. Pour la commune, le premier recensement exhaustif entrant dans le cadre du nouveau dispositif a été réalisé en 2006.

En 2022, la commune comptait 554 habitants, en évolution de −5,78 % par rapport à 2016 (Seine-Maritime : +0,35 %, France hors Mayotte : +2,11 %).
| 1793 | 1800 | 1806 | 1821 | 1831 | 1836 | 1841 | 1846 | 1851 |
| ---- | ---- | ---- | ---- | ---- | ---- | ---- | ---- | ---- |
| 538  | 560  | 597  | 552  | 535  | 540  | 545  | 583  | 574  |

| 1856 | 1861 | 1866 | 1872 | 1876 | 1881 | 1886 | 1891 | 1896 |
| ---- | ---- | ---- | ---- | ---- | ---- | ---- | ---- | ---- |
| 534  | 522  | 490  | 481  | 446  | 409  | 426  | 435  | 421  |

| 1901 | 1906 | 1911 | 1921 | 1926 | 1931 | 1936 | 1946 | 1954 |
| ---- | ---- | ---- | ---- | ---- | ---- | ---- | ---- | ---- |
| 401  | 401  | 408  | 404  | 408  | 411  | 391  | 399  | 440  |

| 1962 | 1968 | 1975 | 1982 | 1990 | 1999 | 2006 | 2011 | 2016 |
| ---- | ---- | ---- | ---- | ---- | ---- | ---- | ---- | ---- |
| 462  | 431  | 398  | 431  | 478  | 492  | 542  | 578  | 588  |

| 2021 | 2022 | - | - | - | - | - | - | - |
| ---- | ---- | - | - | - | - | - | - | - |
| 566  | 554  | - | - | - | - | - | - | - |

### Enseignement
En matière d'enseignement primaire, les écoles de Baromesnil, Le Mesnil-Réaume et Monchy-sur-Eu sont organisées en regroupement pédagogique intercommunal : le RPI du Plateau. Un service de cantine et de garderie facilite l'accueil des élèves. Ce regroupement couvre les communes de Monchy-sur-Eu, Baromesnil, Villy-sur-Yères, Sept-Meules, Cuverville-sur-Yères et Le Mesnil-Réaume. Il concerne 160 élèves pour l'année scolaire 2023-2024.

### L'US Monchoise
En 1969, des joueurs qui pratiquaient le football dans des clubs des environs décident de créer l'union sportive monchoise.
Le président d'honneur du premier bureau était le maire, André François, et le président était Aurélien Poirier. En 1978, le club monte en deuxième division pour redescendre en 1983 faute d'arbitre au club. Depuis, le club navigue entre la troisième et la deuxième division et participe honorablement aux différentes coupes.
Durant la saison 2007-2008, le club est composé de 4 équipes, 2 équipes senior, 1 équipe benjamin et 1 équipe débutant. L'équipe première termine 6e sur 12 équipes en 3e division du district des deux vallées groupe A, avec 42 points en 20 matchs pour 6 victoires 5 nuls 9 défaites 43 buts marqués 40 but pris.

## Culture locale et patrimoine

### Lieux et monuments

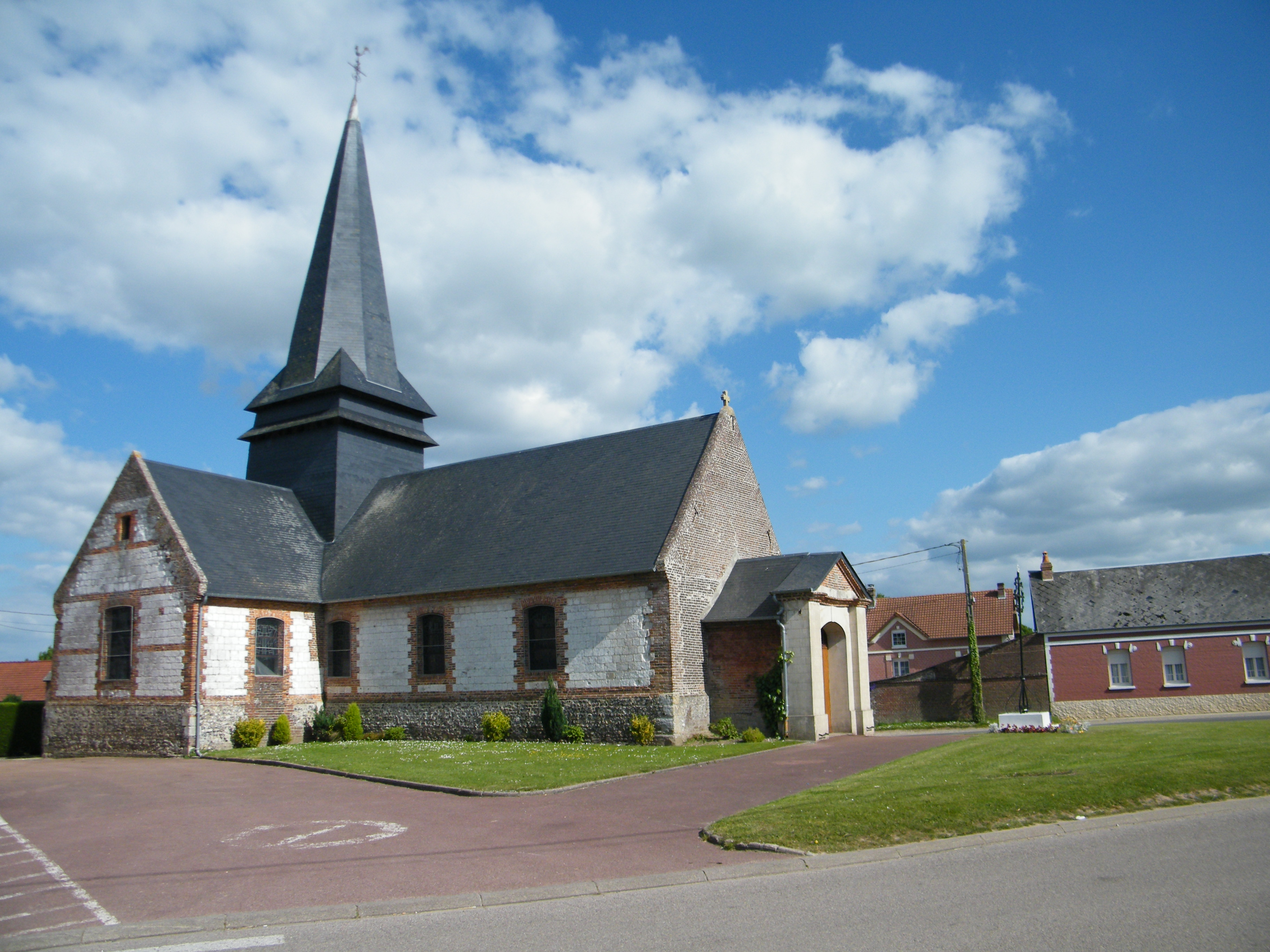
Église Saint-Riquier.
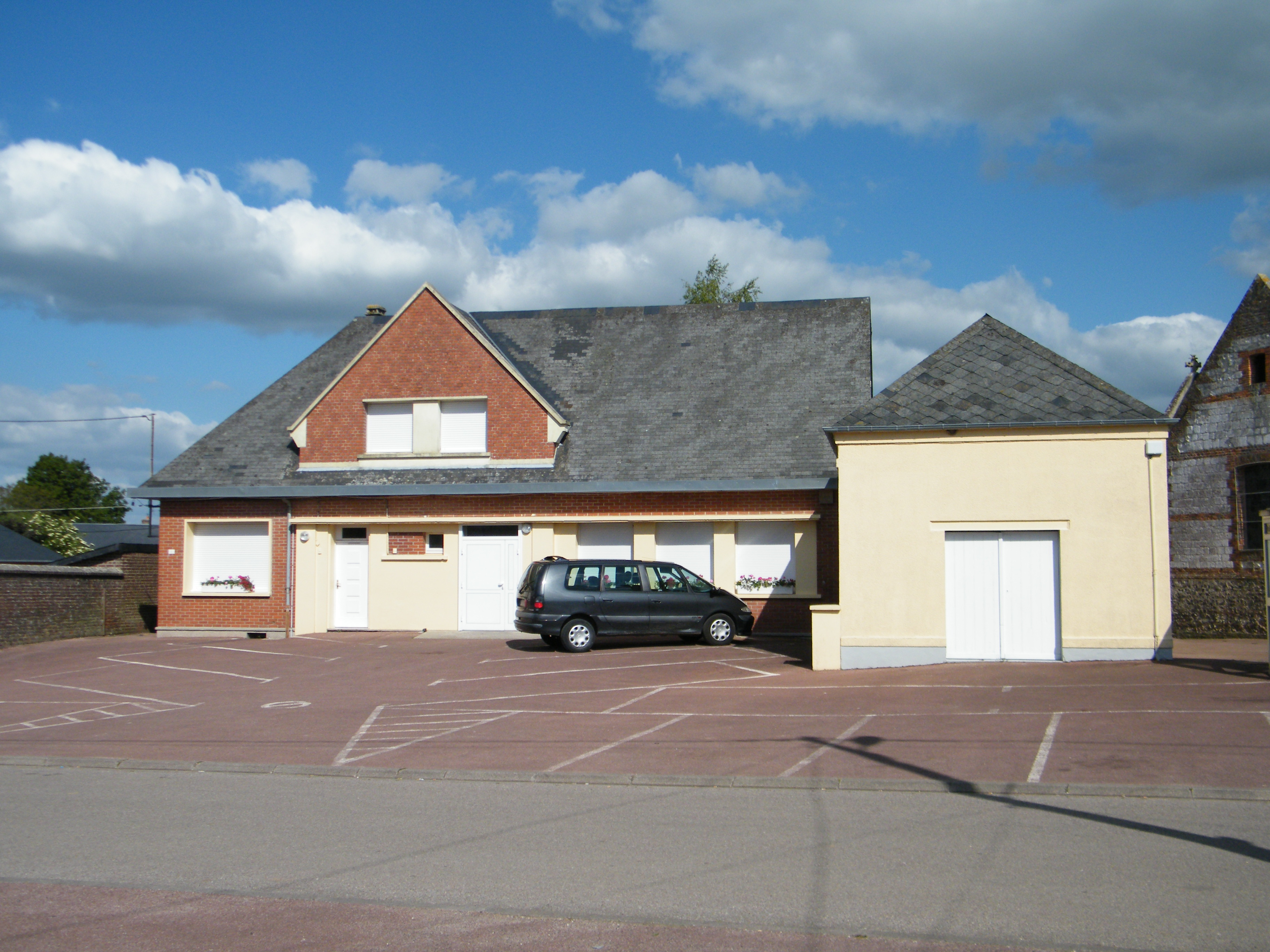
Salle communale.
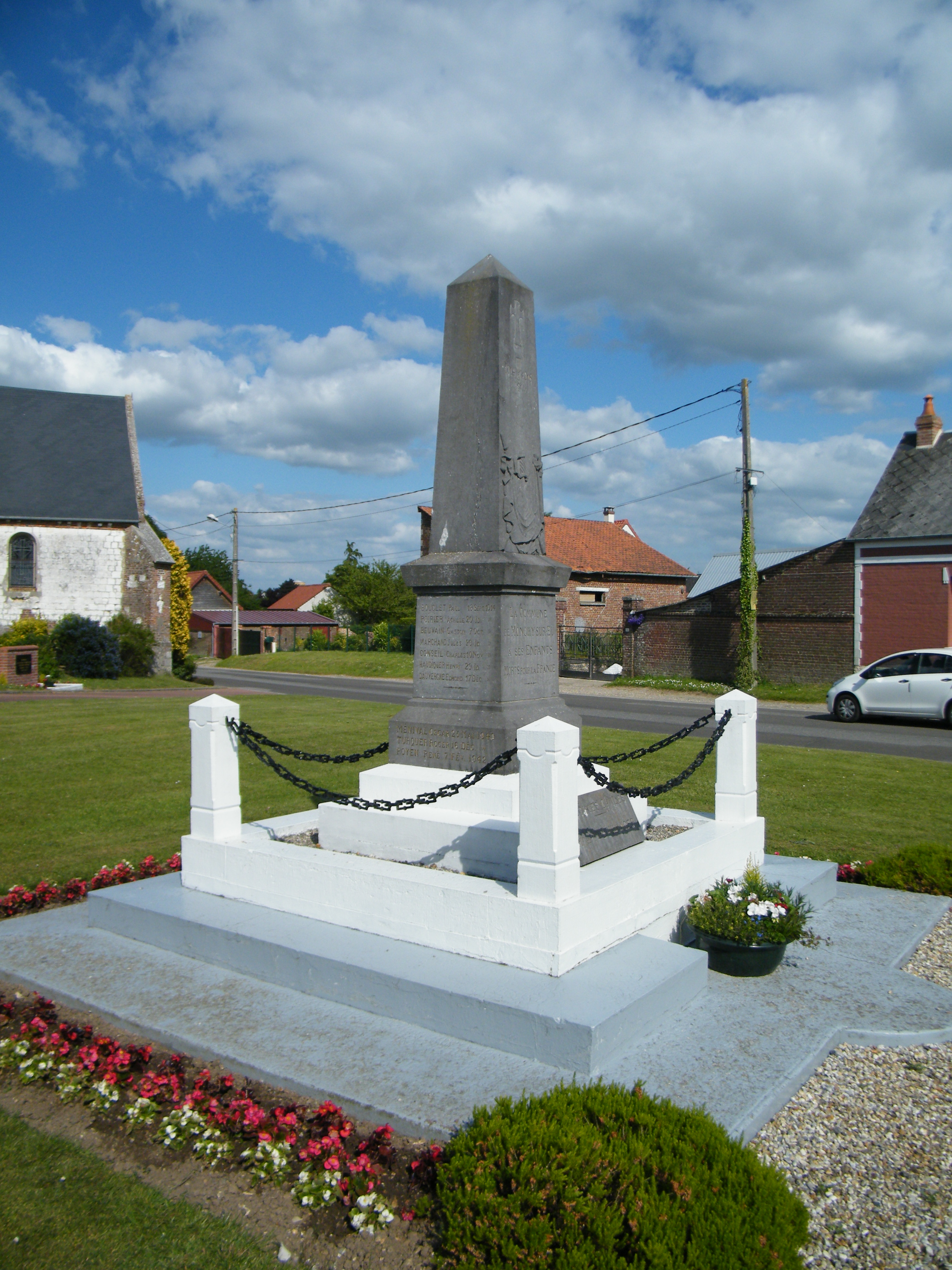
Monument aux morts.
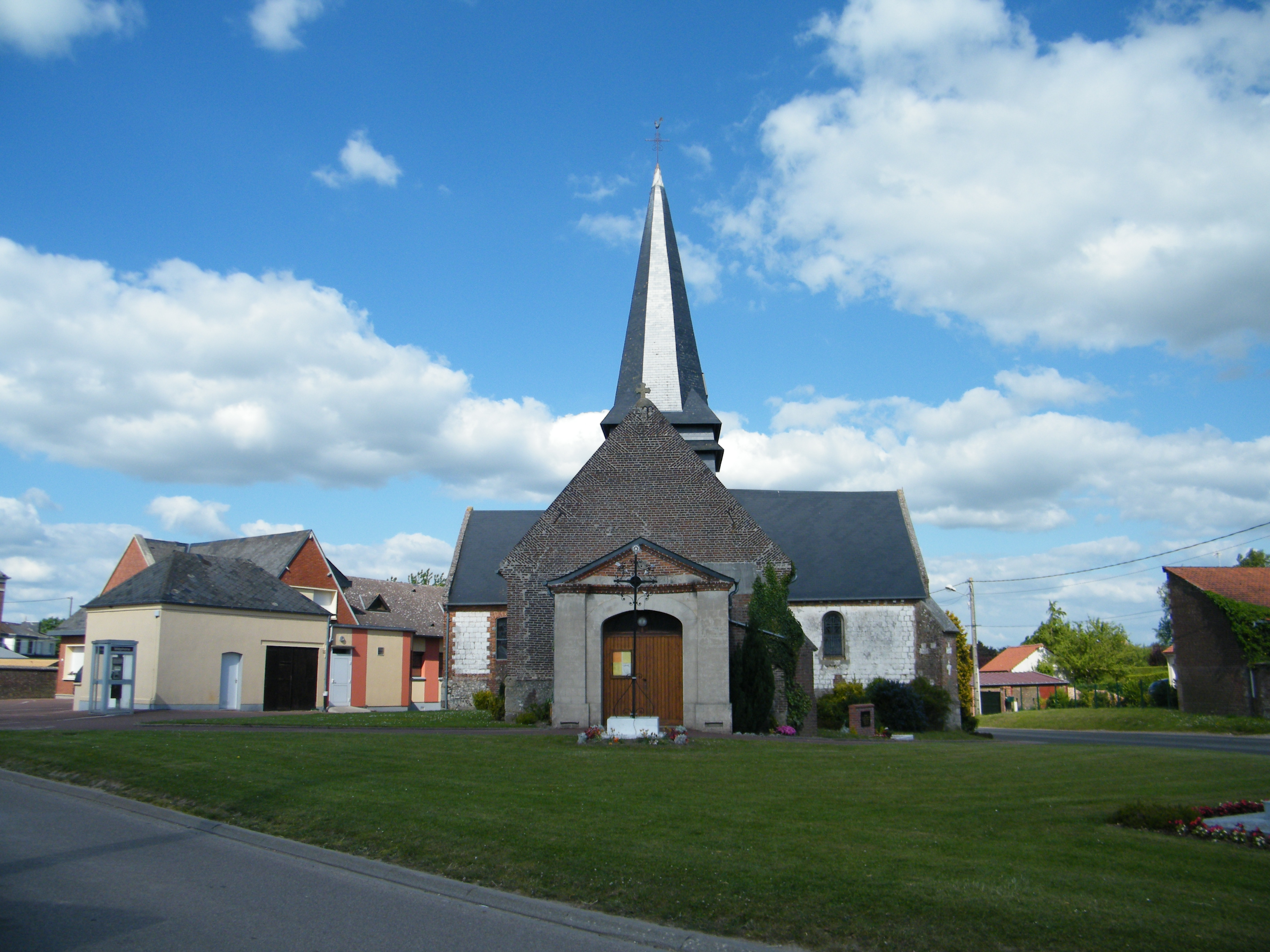
Autre vue de Saint-Riquier.
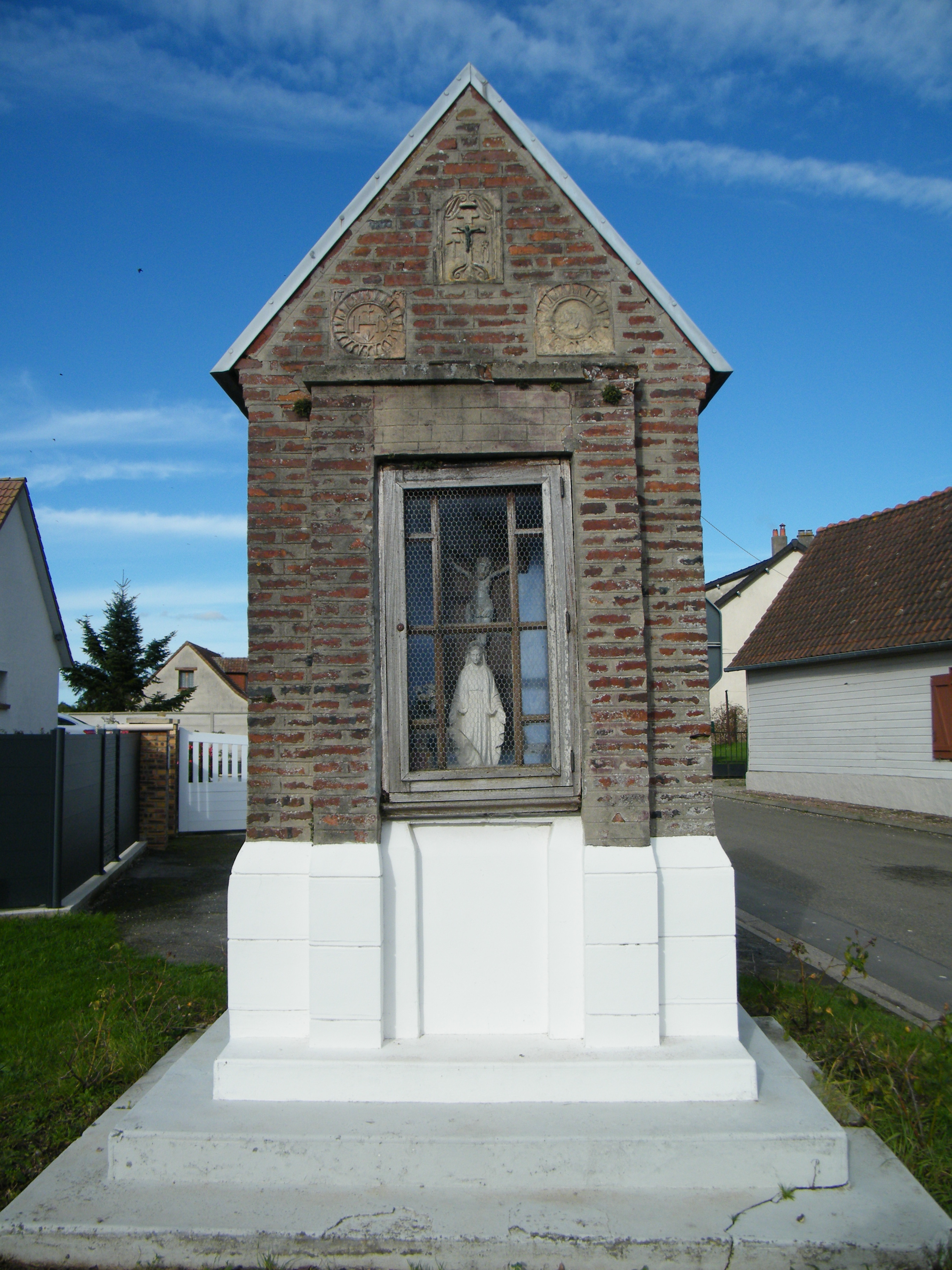
Chapelle à la Vierge.
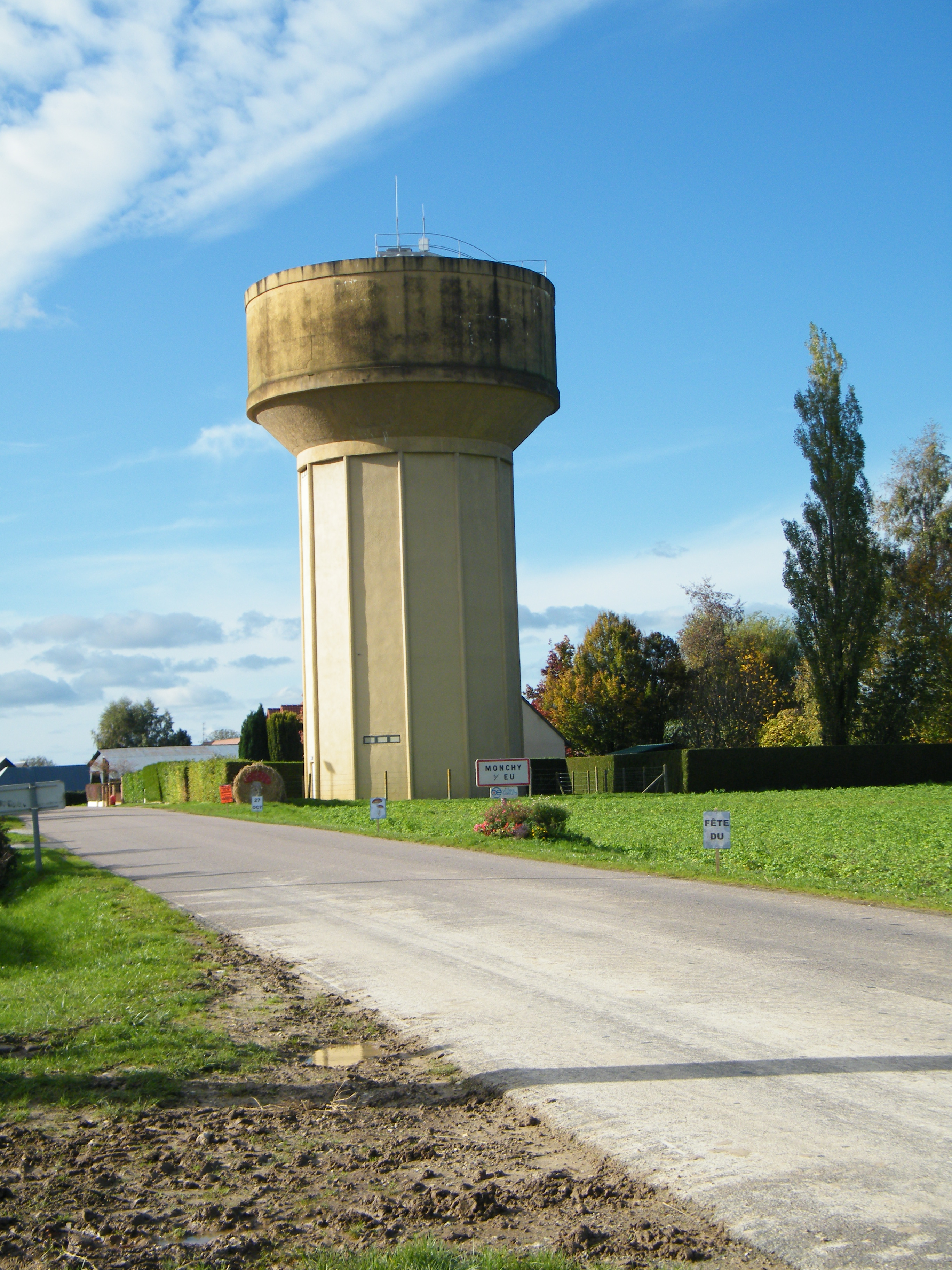
Le château d'eau.

- L'église Saint-Riquier (place de la mairie).
- La mare (place de la mairie).
- La Vierge (rue Pasteur, rue Josse).
- Le monument aux morts (place de la mairie).
- Le poteau Isabelle (forêt d'Eu).
- Le cimetière (rue du Poteau-Isabelle).
- La mairie (place de la mairie).
- Le stade (place du stade).
- Le château d'eau (rue Pasteur, entrée de Monchy-sur-Eu par Incheville).
- La Berquerie (la Berquerie, hameau de Monchy-sur-Eu en passant par Le Mesnil-Réaume).

### Héraldique
| Armes de Monchy-sur-Eu | Les armes de la commune de Monchy-sur-Eu se blasonnent ainsi : d’argent au carreau d’orangé chargé d’un carreau du champ surchargé d’un trèfle de sinople, à la bordure du même. |